# Suncus varilla
Suncus varilla is een zoogdier uit de familie van de spitsmuizen (Soricidae). De wetenschappelijke naam van de soort werd voor het eerst geldig gepubliceerd door Thomas in 1895.

## Voorkomen
De soort komt voor in Botswana, Congo-Kinshasa, Lesotho, Malawi, Mozambique, Zuid-Afrika, Tanzania, Zambia en Zimbabwe.